# Ringo the 4th
Ringo the 4th es el sexto álbum de estudio del músico británico Ringo Starr, publicado por la compañía discográfica Polydor Records en septiembre de 1977.
A diferencia de sus anteriores trabajos, Ringo the 4th no incluye ninguna colaboración de sus antiguos compañeros de The Beatles, y la mayoría de las canciones fueron compuestas entre Ringo y Vini Poncia. Además, con la entrada de Ringo en el sello Atlantic Records, el productor Arif Mardin trató de convertir a Ringo en un cantante de R&B, y enfocó la producción del álbum hacia un sonido disco.
El resultado fue un fracaso comercial y de crítica. Ringo the 4th no entró en la lista de discos más vendidos del Reino Unido y solo alcanzó el puesto 162 en la lista estadounidense Billboard 200. 

## Historia
Tras la publicación de Ringo's Rotogravure en 1976, Ringo comenzó a trabajar en un nuevo álbum para Atlantic Records a mediados de 1977. Con la producción de Arif Mardin, Starr comenzó a grabar Ringo the 4th en los Atlantic Studios de Nueva York y en los Cherokee Studios de Los Ángeles (California). El fracaso comercial de Ringo's Rotogravure llevó a Ringo a optar por una nueva fórmula a la hora de grabar, dejando de lado las contribuciones de otros compositores e intensificando su asociación con Vini Poncia: entre ambos, compusieron seis de las diez canciones publicadas en Ringo the 4th. Además del giro en la colaboración de otros músicos, Arif Mardin aprovechó la estancia de Ringo en el sello Atlantic Records para enfocar su música dentro de un estilo R&B. 
Durante las sesiones de grabación, Ringo grabó «Just a Dream», publicada como cara B del sencillo «Drowning In The Sea Of Love», así como varias canciones inéditas hasta la fecha: «By Your Side», «Birmingham», «The Party», y una versión alternativa de «Just A Dream». Entre los escasos músicos invitados a la grabación figuraron David Foster, que tocó los teclados en un par de canciones, así como Melissa Manchester y Bette Midler en los coros. 

## Recepción
El nuevo registro musical de Ringo the 4th no fue bien recibido por la crítica musical, que definió el álbum como uno de los peores de la carrera en solitario de Ringo. El periodista Peter Palmiere comentó en enero de 2003: «Los críticos musicales y el público tomó el álbum como una broma porque la voz de Ringo no encajaba en la música disco de Ringo the 4th». Además, Palmiere afirmó que Ringo the 4th destrozó la carrera de Ringo y que no fue capaz de recuperarse comercialmente desde entonces.
Desde el punto de vista comercial, Ringo the 4th obtuvo peores resultados que su predecesor, Ringo's Rotogravure. El álbum no entró en la lista de discos más vendidos del Reino Unido y alcanzó solo el puesto 162 en la lista estadounidense Billboard 200. «Wings», con «Just a Dream» como cara B, fue publicado como primer sencillo solo en los Estados Unidos el 25 de agosto de 1977. El 5 de septiembre, Starr promocionó el sencillo con una entrevista con el DJ de Los Ángeles Dave Herman. El 16 de septiembre, «Drowning in the Sea of Love», con «Just a Dream» como cara B, fue publicado en el Reino Unido. Ninguno de los dos sencillos extraídos del álbum entraron en la lista Billboard Hot 100. 
Tras el fracaso comercial, Atlantic Records dejó a Ringo fuera del sello. Por su parte, Polydor Records cumplió el contrato de Ringo en el Reino Unido con la publicación el mismo año de Scouse the Mouse, un álbum infantil con Ringo en el papel principal.
En agosto de 1992, Ringo the 4th fue publicado por primera vez en formato CD por Atlantic Records sin ningún tema extra. Starr volvió a grabar años más tarde la canción «Wings» como sencillo principal del álbum Ringo 2012.

## Lista de canciones
| Cara A |                               |                               |          |  |
| N.º    | Título                        | Escritor(es)                  | Duración |  |
| 1.     | «Drowning in the Sea of Love» | Kenny Gamble Leon Huff        | 5:09     |  |
| 2.     | «Tango All Night»             | Steve Hague Tom Seufert       | 3:00     |  |
| 3.     | «Wings»                       | Richard Starkey Vini Poncia   | 3:26     |  |
| 4.     | «Gave It All Up»              | Bernard Gallagher Graham Lyle | 4:41     |  |
| 5.     | «Out on the Streets»          | Starkey Poncia                | 4:29     |  |

| Cara B |                                    |                             |          |          |  |
| N.º    | Título                             | Escritor(es)                | Personal | Duración |  |
| 6.     | «Can She Do It Like She Dances»    | Steve Duboff Gerry Robinson |          | 3:12     |  |
| 7.     | «Sneaking Sally Through the Alley» | Allen Toussaint             |          | 4:17     |  |
| 8.     | «It's No Secret»                   | Starkey Poncia              |          | 3:42     |  |
| 9.     | «Gypsies in Flight»                | Starkey Poncia              |          | 3:06     |  |
| 10.    | «Simple Love Song»                 | Starkey Poncia              |          | 3:02     |  |

## Personal
- Ringo Starr: batería y voz
- David Spinozza, John Tropea, Jeff Mironov, Cornell Dupree, Lon Van Eaton, Dick Fegy, Danny Kortchmar, David Bromberg: guitarra
- Tony Levin, Chuck Rainey, Hugh McDonald: bajo
- Don Grolnick, David Foster, Richard Tee, Jeff Gutcheon: teclados
- Ken Bichel: sintetizadores
- Steve Gadd: batería
- Michael Brecker: saxofón
- Randy Brecker: trompeta
- Don Brooks: armónica
- Arnold McCuller, Brie Howard, David Lasley, Debra Gray, Duitch Helmer, Jimmy Gilstrap, Joe Bean, Luther Vandross, Lynn Pitney, Marietta Waters, Maxine Anderson, Melissa Manchester, Rebecca Louis, Robin Clark, Vini Poncia, Bette Midler: coros

## Posición en listas
| País           | Lista             | Posición |
| -------------- | ----------------- | -------- |
| Australia      | ARIA Albums Chart | 65       |
| Canadá         | RPM Albums Chart  | 94       |
| Estados Unidos | Billboard 200     | 162      |
| Japón          | Oricon LP Chart   | 71       |